# Parafia św. Stanisława Kostki i św. Jerzego w Racocie
Parafia św. Stanisława Kostki i św. Jerzego w Racocie – parafia rzymskokatolicka znajdująca się w archidiecezji poznańskiej, w dekanacie kościańskim.
Funkcję proboszcza pełni ks. kan. Stanisław Tokarski.